# Fasciola
Fasciola is een geslacht van zuigwormen (Trematoda) uit de klasse der platwormen (Platyhelminthes). Fasciola is het typegeslacht van de familie Fasciolidae en bevat de bekende soort Fasiola hepatica, beter bekend als de leverbot. De vertegenwoordigers van dit geslacht kunnen leverbotziekte veroorzaken in herkauwende zoogdieren.

## Kenmerken
Het lichaam is sterk afgeplat, van boven gezien ovaal of langwerpig en aan de achterkant enigszins aangescherpt. Meestal is er een kegelvormige kop aanwezig die duidelijk herkenbaar is. Aan de basis ervan bevindt zich de buikzuignap. Het geslachtsstelsel van Fasciola is zeer uitgebreid, de testes zijn over een groot deel van het lichaam vertakt. De cirrusbuidel ligt rostraal ten opzichte van de buikzuignap. De klier van Mehlis is min of meer in het midden van het lichaam gelegen. De uterus is relatief kort en rozetachtig.

## Soorten
Het geslacht bevat de volgende soorten:
- Fasciola angulata
- Fasciola candida
- Fasciola capitata
- Fasciola caudata
- Fasciola ciliata
- Fasciola flaccida
- Fasciola gigantica
- Fasciola glauca
- Fasciola gulo
- Fasciola hepatica
- Fasciola lagena
- Fasciola minima
- Fasciola punctata
- Fasciola quandrangularis
- Fasciola rubra
- Fasciola stagnalis
- Fasciola strigata
- Fasciola ventricosa
- Fasciola viridis